# Giro dei Tre Mari
Der Giro dei Tre Mari war eine Radsportveranstaltung in Italien. Es war ein Straßenrennen, das als Etappenrennen ausgetragen wurde und fand im Zeitraum von 1919 bis 1949 statt.

## Geschichte
Der Kurs führte an die Küsten der Adria, des Ionische Meeres und des Tyrrhenischen Meeres, was dem Rennen auch den Namen gab. Das Rennen hatte in den Jahren seiner Austragung 9 bis 13 Etappen.

## Sieger
- 1919  Ottavio Pratesi
- 1920  Ottavio Pratesi
- 1938  Enrico Mollo
- 1949  Pasquale Fornara